# Nuer

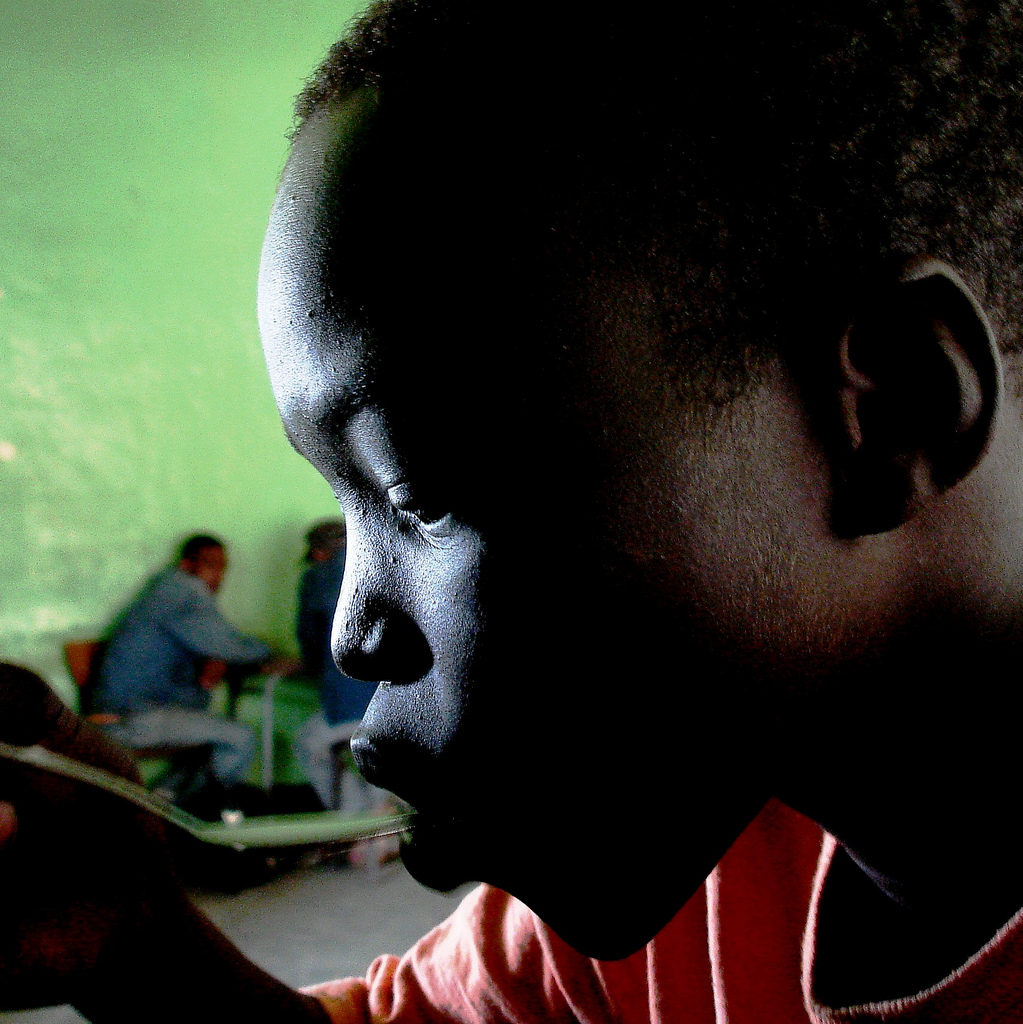
Ein Junge der Nuer (2008)

Die Nuer – Eigenbezeichnung Naath oder Nei Ti Naath („Menschen“) – sind eine afrikanische Ethnie im Südsudan und im Westen Äthiopiens, dort vor allem in der Gambela-Region, mit insgesamt geschätzten 900.000 Angehörigen. Sie sind traditionell Rinderzüchter, das Hausrind spielt eine wichtige Rolle in allen Bereichen ihres Lebens, von der Wirtschaft bis zur Religion. Ihre soziale Struktur ist in viele einzelne Abstammungsgruppen untergliedert (Lineages), die ihre Herkunft von der Väterlinie ableiten (Patrilinearität) und gemeinsam eine segmentäre Gesellschaft ohne zentrale politische Führung bilden (Akephalie). Die Nuer gehören zu den Niloten, einer großen Gruppe afrikanischer Völker, die nilotische Sprachen sprechen und deren gemeinsame Urheimat im Südsudan vermutet wird.
Das Volk der Nuer bewohnt vor allem die Feuchtgebiete des Weißen Nils und zweier seiner wichtigsten Nebenflüsse. Die Nuer sind in verschiedene Gruppierungen unterteilt, vor allem den Garjok, Garjak und Jekiang (Nasser-Distrikt), den Lau (Abwong-Distrikt), den Gaweir (Fanjak-Distrikt), den Lak und Thiang (Zeraf-Insel, Fanjak-Distrikt), sowie den Western Nuer (Yivrol-Distrikt). In den 1930ern erlangten die Nuer einen gewissen Bekanntheitsgrad durch die umfangreichen Feldforschungen des britischen Ethnologen Edward Evans-Pritchard und des österreichischen Ethnologen Hugo Bernatzik. Sie spielten eine Rolle bei dem Bürgerkrieg im Südsudan 2013 bis 2018 um die politische Führung des Landes, der zu einem ethnischen Konflikt zwischen den Nuer und dem Volk der Dinka auszuufern drohte.

## Siedlungsgebiet

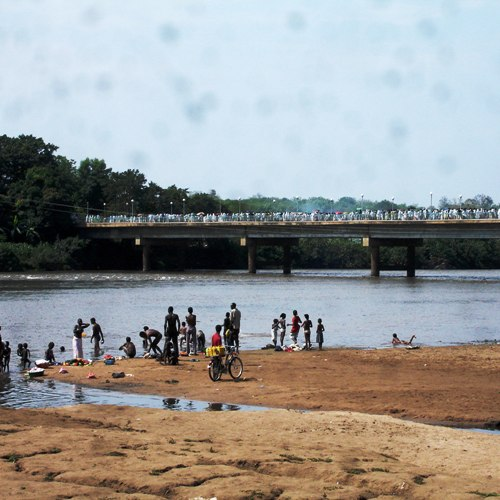
Der Fluss Baro im äthiopischen Gambela (2008)

Das Nuerland befindet sich im Südsudan, wo das typische Klima der Savanne herrscht. Das Nuerland ist eben, ohne Hügel oder Berge. Die Landschaft wird nur spärlich von Bäumen oder Strauchwerk unterbrochen. Während der Trockenzeit ist der Boden ausgetrocknet. In der Regenzeit, von Juni bis zum Dezember, ist er bedeckt von hohen Gräsern und teils überflutet. Das Jahr wechselt nur zwischen diesen beiden Jahreszeiten von etwa gleicher Dauer.
Der strenge Rhythmus von Überschwemmung und Trockenheit zwingt die Nuer in allen Bereichen zur Anpassung. Die aus Gras, Lehm und Holzstämmen gefertigten Hütten, die sie während der Regenzeit bewohnen, stehen wenn möglich auf leichten Erhöhungen, die sie vor der Flut schützen. Außerdem unternehmen die Nuer saisonale Wanderungen. Die Gründe dafür sind Wassermangel und die Invasion von Insekten, die ihre Rinderherden bedrohen.

## Wirtschaftsweise
Die Wirtschaft der Nuer beruht auf Viehhaltung, Ackerbau und Fischfang. Für den Großteil des Jahres sind sie Viehhalter. Die Rinder sind der Nuer höchster Besitz, für deren Schutz diese sogar ihr Leben riskieren würden. Jede Familie hat ihre eigenen Kühe. Hierbei sind die Rollen klar verteilt. Die Frau ist für das tägliche Melken und der Mann für das Hüten der Tiere zuständig. Das Vieh wird in erster Linie nicht für den Verzehr, sondern für die Produktion von Milch gehalten, die zu den Grundnahrungsmitteln der Nuer zählt. Fleisch wird nur zu wichtigen Festen gegessen, die meist mit Ritualen verbunden sind, welche die Opferung eines Tieres erfordern.
In der Regenzeit, wenn die Nuer aufgrund reißender Flüsse und Überschwemmungen in höher gelegene Gebiete flüchten, wird überwiegend Landwirtschaft betrieben. Die Frau pflanzt Hirse und Mais an, während sich der Mann weiterhin um die Tiere kümmert. Der Ackerbau ist stark von den saisonalen Bedingungen, der Gegebenheit des Bodens, aber auch vom Reichtum an Rindern abhängig.
Im Dezember, zu Beginn der Trockenzeit, bringen die Nuer ihre Herden wieder näher an die Flüsse. In dieser Zeit leben sie vorwiegend vom Fischfang, da viele Fische aufgrund des schwindenden Wassers in den Lagunen festsitzen und mit Speeren, Hacken oder Fischernetzen gefangen werden können.
Die Nuer sind zu dieser gemischten Wirtschaft gezwungen, da weder Vieh, Getreide, noch Fisch allein eine ausreichende Ernährung gewährleisten. Der Wegfall einer dieser drei Nahrungsquellen stellt eine Gefahr für die Existenz dar. Allfällige Agrarüberschüsse werden deshalb mit Nachbarn geteilt. Keines der Nahrungsmittel ist für den Markt gedacht, alles dient allein der Selbstversorgung.
Neben der Subsistenzwirtschaft existieren nur wenige Berufsfelder. Einige Männer sind Schmiede und produzieren Speere, Hacken und Schmuck. Andere finden Arbeit in den arabischen Siedlungen oder in der christlichen Mission, wo sie verschiedene Aufgaben erfüllen und etwas Geld verdienen können.

## Soziale Organisation

### Lineage-System
Eine Linie (Lineage) ist eine Abstammungsgruppe, die sich einlinig (unilinear) von einem gemeinsamen Vorfahren ableitet und sich als soziale Gemeinschaft versteht. Die Gesellschaft der Nuer ist in patrilinearen Lineages organisiert, ihre Abstammung wird nur über die väterliche Linie abgeleitet, jeweils von einem Stammvater. Die Lineages sind wichtig für die Kontrolle und Verteilung der Ressourcen und gehen fließend in die örtlichen Segmente (Teile) über. Zwei Lineages, die einander gleichgestellt sind, grenzen sich nur gegenüber einer dritten Lineage ab. Lineages sind sehr relative Gruppen wie Stammessegmente und wie diese auch sehr dynamisch.
Im Nuerland gibt es mindestens 20 Clans, die ihrerseits aus dem Zusammenschluss verschiedener Lineages bestehen. Diese Segmentierung der Nuer-Clans weist viele Eigenschaften auf, die sich auch in der Struktur der einzelnen Stämme wiederfinden. Die wichtigste Eigenschaft einer Lineage ist, dass die Beziehung eines jeden Mitgliedes zu einem anderen anhand ihres genealogischen Stammbaums über die Abstammung eindeutig festgelegt werden kann. Es sind aber auch Beziehungen zu Mitgliedern einer anderen Lineage desselben Clans üblich, da die Lineages in der Abstammung miteinander verbunden sind und letztlich auf einen gemeinsamen Vorfahren zurückgehen. So kann beispielsweise Clan A untergliedert sein in sogenannte maximale Lineages B und C. Diese unterteilen sich weiter in die kleineren Lineages D, E, F und G, welche sich wiederum aufspalten in noch kleinere Gruppen, bis hin zu sogenannten minimalen Lineages.
Die Clans und Lineages der Nuer sind keine örtlich gebundenen Gemeinschaften, ihre Mitglieder wohnen weit verstreut, sodass in jedem Dorf Angehörige verschiedener Clans zu finden sind. Abwanderung und Abspaltung von den Dinka im Südsudan sind mögliche Gründe für diese Zerstreuung und Durchmischung der Nuer-Clans.
In der politischen Organisation der Nuer bilden die Lineages das vorherrschende Ordnungsprinzip. Politische Beziehungen sind sogar in die einzelnen Verwandtschaftsbezeichnungen eingebettet. Da die Verwandtschaftsbeziehungen gegenseitige Verpflichtungen festlegen, ist die jeweilige Verwandtschaftsgruppe das Ergebnis von wechselseitiger Abhängigkeit. Eine Lineage muss grundsätzlich über genügend eigene Rinder verfügen, um attraktiv für mögliche Allianzen mit anderen Lineages zu bleiben.

### Altersklassen
Innerhalb der sozialen Einheiten herrscht das Senioritätsprinzip: Jeder etwas Ältere ist gegenüber dem etwas Jüngeren weisungsbefugt. Die alten Männer sind die Vorsitzenden der Verhandlungen, die jüngeren werden allenfalls angehört. Diese Benachteiligung gleicht sich jedoch im Generationenwechsel aus. Außerdem wird die Seniorität teilweise durchbrochen, indem die militärische oder auch politische Macht jüngeren Gruppen zufällt.

### Heirat
Bei den Nuer ist die Heirat das wichtigste Übergangsritual im Leben, dabei herrscht exogame Heiratsregel: Der Ehepartner soll außerhalb der eigenen Abstammungsgruppe (Lineage) gesucht werden. Um eine Frau heiraten zu können, muss der zukünftige Ehemann oder seine Familie einen Brautpreis in Form von Rindern an die Familie der Frau übergeben. Es kommt vor, dass eine Heirat nur deshalb arrangiert wird, selbst wenn das Mädchen noch sehr jung ist, weil die Familie finanzielle Probleme hat.
Während der Pubertät müssen sich die jungen Frauen zwischen fünf und sieben Löcher in jedes Ohr für die Ohrenringe und ein Loch in der Mitte der Lippe stechen lassen. Außerdem müssen sie lernen einen Haushalt zu führen. Kommt eine Frau ins Heiratsalter, schmückt sie ihren Körper mit verschiedenen Schmuckstücken und trägt ein Stirnband aus Perlen. So wissen die Männer, dass sie im heiratsfähigen Alter ist. Wenn sie noch keinem Mann versprochen ist, können sich heiratswillige Männer mit ihren Verwandten um die Frau bewerben. Bei einer Zusammenkunft setzen sie sich in einen Kreis und erklären, weshalb sie an der Frau interessiert sind, und schlagen eine gewisse Anzahl von Rindern vor, die sie ihrer Familie im Falle der Heirat geben wollen. Solche Verhandlungen können einige Tage dauern. Erst wenn sich beide Familien einig sind, wird der Frau ihr zukünftiger Bräutigam vorgestellt; wenn sie nicht mit der Wahl einverstanden ist, kann sie Einspruch erheben. Das geschieht jedoch selten, da die Heirat für die Familie der Frau einen finanziellen Gewinn bedeutet.
Die Heiratszeremonie ist in zwei Abschnitte unterteilt. Der erste Teil findet im Dorf der Braut statt, die Familie des Mannes bringt der Familie der Frau die versprochenen Tiere. Nach dem Fest, bei dem Frauen und Männer getrennt voneinander tanzen, wird die Ehefrau von ihren Freundinnen in das Dorf des Mannes begleitet, wo sie eine Nacht mit ihrem Ehemann verbringt. Am folgenden Tag findet nochmals ein großes Fest statt, an dessen Ende die Frau mit ihren Freundinnen wieder in ihr Heimatdorf zurückkehrt.
Die ersten zwei Jahre nach der Heirat verbringt die Frau noch bei ihrer Familie, wo ihr Ehemann sie besuchen kann (zeitweilige Besuchsehe). Danach zieht sie dauerhaft zum Mann, wird jedoch die folgenden zwei Jahre getrennt von ihm essen. Die Heirat gilt erst nach der Geburt des zweiten Kindes als endgültig geschlossen, und erst nach der Geburt eines dritten Kindes werden die Ehefrau und die Kinder zu vollwertigen Mitgliedern des Clans des Mannes.
Ehescheidungen sind nicht unbekannt, ihr häufigster Grund ist das Ausbleiben von Kindern. Wenn eine Frau keine Kinder bekommt, verlangt der Mann die Rückgabe seines mit Rindern gezahlten Brautpreises und schickt die Frau zu ihrer Familie zurück.
Der britische Ethnologe Edward Evans-Pritchard fand bei den Nuern in den 1930er-Jahren die sogenannte „Frauenehe“ (woman-woman-marriage): Eine kinderlose Frau nimmt die Rolle des Ehemanns ein und heiratet eine andere Frau, für die sie auch einen Brautpreis bezahlt. Darüber hinaus bestimmt sie einen Mann, der mit ihrer Partnerin Kinder zeugt, die dann aber ihrer eigenen Abstammungslinie zugerechnet werden. Als „weiblicher Vater“ übernimmt sie in der Folge die rechtliche und soziale Vaterschaft für die Kinder der anderen Frau.
Auch zwei Formen der „Geistehe“ (ghost marriage) fand Evans-Pritchard bei den Nuern: Entweder wird eine Frau offiziell mit einem verstorbenen Mann verheiratet, um ihre Kinder in dessen Abstammungsgruppe einzugliedern (er wird nachträglich als deren genealogischer „Geistvater“ anerkannt), oder die Witwe oder auch die Schwester eines kinderlos verstorbenen Mannes heiratet einen anderen Mann, wobei die Kinder des Paares die Abstammungslinie des Verstorbenen fortsetzen.

### Ehelicher Wohnsitz
Die Nuer kennen keine festgelegte Wohnfolgeregel. Die Wahl des gemeinsamen Wohnsitzes nach einer Heirat ist bei ihnen von ökologischen, demografischen und wirtschaftlichen Bedingungen abhängig. In den meisten Fällen zieht die Ehefrau zu ihrem Mann oder seiner Familie (Patrilokalität: beim Vater des Ehemannes). Laut Evans-Pritchard wurde es bei den Nuern aber nicht als ungewöhnlich angesehen, wenn der Mann bei der Familie seiner Frau wohnte (Matrilokalität).

## Politische Organisation

### Segmentäre Gesellschaft
Die Nuer sind durch ihr politisches System weltweit bekannt geworden. Unter anderem hat sich der Ethnologe Evans-Pritchard von 1933 bis 1938 mit ihrer politischen Organisation beschäftigt. Er spricht von einer ordered anarchy, einer regulierten Anarchie, und von segmentärer Gesellschaft, einer politischen Organisationsform von Gesellschaften ohne zentrale politische Autorität (Akephalie).
Die Ebenen politischen Handelns sind Gebietssegmente (Teile), die politisch gleichrangig und gleichartig unterteilt sind. Dörfer gruppieren sich zu tertiären Stammessegmenten, die sich zu sekundären und primären Segmenten verbinden können. Eine Spannung zwischen zwei Tertiärsegmenten wird auf der nächsthöheren Ebene der Sekundärsegmente aufgehoben.
Mehrere primäre Segmente bilden einen Stamm, die größte politische Einheit der Nuer. Ein Stamm umfasst das größte Gebiet, innerhalb dessen Streitigkeiten durch Schlichtung beigelegt werden können und das im Konflikt nach außen zusammenhält. Der Stamm tritt jedoch nur in Opposition zu anderen Stämmen als eine Einheit auf. Dies geschieht häufig bei Kämpfen um natürliche Ressourcen, oder auch bei Raubzügen gegen Nachbarvölker. Nach Sahuns (1961) bilden sich territoriale Segmente überhaupt nur durch äußere Umstände – sobald sich die Konfliktsituation auflöst, hören die Segmente auf zu handeln.
Ein Stammessegment hat praktisch dieselben Eigenschaften wie ein Stamm: Zugehörigkeitsbewusstsein, eine dominierende Lineage, territoriale Unterscheidung, ökonomische Ressourcen und so weiter. Jedes Segment stellt quasi einen Miniaturstaat dar. Vom Staat selber unterscheidet er sich nur durch seine Größe.

### Gesetze und „Leopardenfell-Häuptling“
Die Nuer haben keine Gesetze im engeren Sinne. Im Falle eines Schadens, eines Ehebruchs oder ähnlicher Konflikte existieren jedoch traditionelle Formen der Entschädigung, eine Art ziviler Gesetze, deren Wirksamkeit jeweils auch von der Position des Betroffenen in der sozialen und politischen Struktur sowie von seiner Abstammung und seinem Alter abhängt.
Im Nuer-Land gibt es keine Einrichtung oder Einzelperson, welche die Aufgabe der Legislative (gesetzgebenden Gewalt), Exekutive (ausführenden Gewalt) oder Judikative (Rechtsprechung) erfüllt. Die Nuer sind ein klares Beispiel einer egalitären  Gesellschaft, deren Mitglieder sozial und politisch gleichgestellt sind; ihr Leben ist „demokratisch“ geprägt, oft besteht allerdings die Gefahr unkontrollierter Gewalt. Solche Auseinandersetzungen werden normalerweise von den Familienoberhäuptern beigelegt. In schlimmeren Fällen jedoch wird ein sogenannter „Leopardenfell-Häuptling“ einbezogen, um den Streit zu schlichten. Seine Hauptfunktion ist das Vermitteln zwischen verschiedenen Parteien. Da er allerdings kein endgültiges Urteil erzwingen, sondern lediglich die Handlungen und Anschauungen der streitenden Parteien beeinflussen kann, kommt ihm, so Evans-Pritchard in den 1930ern, eine nur religiöse Bedeutung, jedoch keine politische Macht zu.
Diese Ansicht ist mittlerweile höchst umstritten, denn der „Leopardenfell-Häuptling“ vertritt in seiner Funktion jeweils ein Bündnis entfernter Verwandter, die durch ihren Zusammenschluss Streitigkeiten und Fehden verhindern wollen. Je mehr Angehörige ein solches Bündnis hat, desto größer ist der Druck, der auf den Parteien lastet, den Streit möglichst schnell beizulegen. In dieser Hinsicht wird dem „Leopardenfell-König“, als dem Oberhaupt einer großen Verwandtschaftsallianz, eindeutig auch politischer Einfluss zugeschrieben.

## Religion

### Eingottglaube
Die Nuer glauben an den einzigen Gott „Kwoth“. Er ist Vater und Schöpfer der Welt und Beschützer der Menschen, unsichtbar, aber überall in der Welt anwesend, beziehungsweise im Himmel, so dass er von den Menschen getrennt ist. Dieser Gott hat keine irdische Form (Prophet, Kirchengebäude) und in den Metaphern der Nuer wird Kwoth vor allem mit dem Wind oder Luft, die auch überall sind, assoziiert. Die Religion der Dinka beeinflusste den Glauben der Nuer.
Der Gott der Nuer weiß alles und erklärt alles. Er hat das Recht über Leben und Tod, und wenn ein Unglück geschieht, ist es immer der Wille von Kwoth. Daher akzeptieren die Nuer diese Unglücke und resignieren. Gott hat ihre soziale Organisation gebaut und ihre Moral gebildet; ein bescheidenes und friedliches Verhalten in einer Gesellschaft zieht Gottes guten Willen an und hilft Unglück zu vermeiden. Um in Harmonie mit Gott zu sein, müssen die Nuer zuerst in Harmonie mit den anderen Menschen leben. Ein Fehler kann durch eine Opferung verziehen werden; Gott ist ein Freund der Nuer und sie vertrauen ihm. Mensch und Gott kommunizieren durch Opferungen und Gebete, die für die Nuer Teil ihres Alltags sind.
Die Nuer glauben auch an andere Gottheiten. Diese sind in zwei Gruppen aufgeteilt: Einerseits gibt es die Geister des Himmels, die mächtigsten, und andererseits die Geister der Erde. Wenn die Nuer diese Geister verehren, verehren sie zur gleichen Zeit ihren Gott.

### Geister des Himmels
Viele Geister im Himmel kommen aus dem Glauben der Dinka. Auch die Kinder dieser Geister werden mehr oder wenig verehrt. Obwohl sie mit materiellen Elementen auf der Erde assoziiert werden, befinden sich diese Geister im Himmel, nah bei Gott, sie sind aber weniger mächtig als er. Deng (mit Krankheiten assoziiert), Teny und Diu sind die drei großen Geister des Himmels, daneben gibt es eine Vielfalt von anderen Himmelsgeistern:
- Col wird mit Regen und Licht assoziiert
- Rang (oder Rangdit) wird mit Wildtieren und Jagd assoziiert, aber auch mit Licht
- Nai wird mit dem Strauß assoziiert
- Wiu, Geist des Krieges
- Buk, weiblicher Geist der Flüsse

Die Geister des Himmels sind von besonders großer Bedeutung für die ganze Gesellschaft, aber sie können sich mit einer bestimmten Familie verbinden, indem sie auf die Erde kommen und von einem Menschen Besitz ergreifen. Die Propheten sind endgültig von einem Geist besessen. Bei anderen Leuten erscheint die Besessenheit in Form einer zeitweiligen Krankheit. Ein Besessener braucht die Hilfe des Propheten, um zu wissen, welcher Geist dafür verantwortlich ist und was er will. Der Geist drückt sich nämlich durch den besessenen Menschen aus. Dann wird die Person geheilt, indem sie den Geist durch eine Opferung eines Ochsen oder durch die Gabe von Tabak und Bier befriedigt. Diese Besessenheit setzt eine dauerhafte Beziehung zwischen Menschen und Geist, denn nach seiner Heilung sollen der Mensch und seine Nachfahren immer wieder den Geist durch Opferungen verehren. Wenn jemand diesen Geist vergisst oder ihn verachtet, ruft der Geist den Menschen durch Unglücke zur Erinnerung auf. Daher werden Ochsen Geistern gewidmet, indem man ein Zeichen aus Asche auf das Fell des Tieres malt. Diese Tiere werden auch nach Geistern benannt und sollen nicht verkauft werden. Die Nuer folgen diesen Regeln aber nicht immer so streng.
Colwic sind auch Geister des Himmels. Der Geist eines vom Blitz Getroffenen wird von Gott zu sich genommen, worauf er zu einem Colwic wird. Ihm zu Ehren werden Ochsen geopfert, damit er nicht zurückkommt und ihnen Unglück bringt; um den Tod von der Familie fernzuhalten und um sie zu reinigen, denn die Leute haben Angst vor dem Tod. Das Begräbnis einer Person, die vom Blitz getötet wurde, ist von gewöhnlichen Begräbnissen zu unterscheiden: das Opfertier wird nicht durch einen Schnitt am Hals, sondern durch eine Lanze getötet, um den jähen Tod der Person darzustellen. Danach wird das Fleisch aufgeteilt und gegessen. Ist ein Colwic unzufrieden mit den Handlungen eines Menschen, kann er von ihm Besitz ergreifen.
Der Unterschied zu den anderen Geistern des Himmels ist, dass der Colwic ursprünglich ein Mensch war, während die anderen Geister direkt von Gott stammen, etwa wie Gottes Söhne.

### Geister der Erde
Sie sind von geringer Bedeutung, nehmen aber aktiv am Leben der Menschen teil. Sie werden nach Evans-Pritchard eingeteilt in: totemic spirits (für eine ganze Gruppe), totemistic spirits (für ein Individuum), nature spirits (Biel) und fetiches. Lienhardt und Johnson benutzten eine andere Einteilung: clan divinity und tutelary Powers (Totems), Powers of magical substance, talking Powers (Fetisch) und nature sprites (Biel).
Die Geister der Erde nehmen die Gestalt eines natürlichen Wesens an und sind Gottes Äußerung. Löwen, Schlangen, Krokodile, Vögel, Flüsse und Pflanzen werden von den Nuer als Totem benutzt, das heißt, dass ein Geist in der Gestalt eines natürlichen Wesens mit einer Lineage verbunden ist und den Namen oder den Titel für den Clan gibt. Die Lineage verehrt den Geist, nicht das Tier, das nur ein materielles Symbol für den Geist ist. Trotzdem sollen sie es nicht töten oder essen, sonst wird der Geist der Familie Unglück bringen (Krankheit oder verzerrte Kinder). Auch Ochsen werden ihnen gewidmet. Andererseits sollen diese Tiere aber auch die Menschen respektieren und ihnen nicht schaden. Ein natürliches Wesen wird nach einem ungewöhnlichen Ereignis Totem einer Lineage, und zwar dann, wenn sich ein Tier in einer seltsamen Weise gegenüber einem Menschen verhält. Aber ein Tier wird vor allem Totem, weil Mensch und Tier einen gemeinsamen Vorfahren haben. Nach den Erzählungen der Nuer, werden Mensch und Totemtier als Zwillinge von einer Frau geboren.

### Propheten der Nuer
Die Propheten gelten als Mittler zwischen Mensch und Gottheit. Die meisten von ihnen kommen aus Prophetenfamilien, das Amt wird also vererbt. Nichtsdestoweniger muss die Divination erlernt werden. Nach Vorstellung der Nuer haben die Propheten eine Kraft in ihrem Körper, die Johnson „Flesh“ nannte. Diese verleiht ihnen Beredsamkeit und verhilft zu Einflussnahme auf andere Menschen. Vorrangige Aufgaben der Propheten sind Heilungen und Intervention in Konflikten, um somit die Moralvorstellungen der Nuer in der Gesellschaft zu erhalten. Während der Kolonialzeit verloren sie an Bedeutung, da ihre Rolle von den Siedlern übernommen wurde.

### Christentum
Missionare begannen ihre Arbeit bei den Nuer ab 1940, es wurden Kirchen und christliche Kongregationen gebaut, trotz eines gewissen Widerstands.

## Kultur

### Sprache
Die Nuer-Sprache weist in vielen Bereichen eine gewisse Ähnlichkeit mit anderen nilotischen Sprachen auf. Mit der Dinka-Sprache hat sie wahrscheinlich mehr Ähnlichkeit als mit den anderen benachbarten Sprachen. Es wurden verschiedene Möglichkeiten versucht, eine geschriebene Standard-Sprache der Nuer zu schaffen, aber keine dieser Möglichkeiten konnte die unterschiedlichen Erwartungen erfüllen und die offizielle Regierung befriedigen.

### Musik und Tanz
Sowohl die Kinder als auch die Erwachsenen der Nuer lieben die Musik. Manche sind auch gute Sänger. Sie improvisieren ihre Lieder je nach Gelegenheit. Mit ihren Liedern loben sie ihre Herde, sie handeln aber auch von Heirat oder Konflikten. Die Nuer haben auch ein Wiegenlied. Alle ihre Lieder haben eine ähnliche Struktur (Strophen von ein oder zwei Zeilen und einen Refrain): die Strophen werden in schrillem Ton gesungen, der Refrain in tiefem, niedrigem Ton. Sie wiederholen sich selten genau, aber sagen oft dasselbe mit anderen Begriffen.
Die Musik ist sehr stark mit Tanz verbunden. Es gibt drei wichtige Musikarten und die damit verbundenen Tänze.
Die bul ist eine bei Festen zur Tanzbegleitung verwendete Trommel der Nuer. Sie benutzen sie ein paar Stunden vor Sonnenuntergang für ihre Rituale (Hochzeit und Beerdigung) in ihren Dörfern. Es gibt zwei kleine Trommeln, die mit Stöcken geschlagen werden (regelmäßiger Rhythmus), und eine große Trommel, die mit der Hand geschlagen wird (unregelmäßiger Rhythmus). Der Tanz ist sehr ähnlich wie der des dom piny.
An Hochzeiten gibt es einen Tanz der Ehepaare, bei dem die Gruppen der zwei Ehepartner sich gegenüberstellen.
Während der Trockenzeit ziehen die Nuer an die Flüsse. Dabei nehmen sie ihre Trommel nicht mit, sondern bauen ein anderes Instrument, den Dom Piny, an Ort und Stelle.
Dom Piny ist ein Instrument, das man im Sudan nur bei den Nuer findet. Es wird nicht für Rituale im Dorf benutzt, sondern ersetzt lediglich die Trommel während der Trockenzeit. Der dom piny ist sowohl ein Schlaginstrument als auch ein Saiteninstrument:
Die kürzere (linke) Saite gibt einen tiefen Ton, die (rechte) längere Saite einen höheren. Das Instrument benötigt zwei Musiker: der erste sitzt davor. Mit einem kleinen Stock schlägt er schnell und regelmäßig die rechte Saite. Auf der anderen Saite dämpft er den Ton, in dem er einen Stock auf die linke Saite bei jedem zweiten oder vierten Schlag der rechten Saite drückt, sodass zwei Rhythmen möglich sind, die je nach Stimmung des Musikers gewählt werden. Auf der Gegenseite schlägt der zweite Spieler bei jedem zweiten Ton des ersten Musikers das Fell über das Loch.
Mit dom piny ist ein Tanz assoziiert. Die Männer tanzen mit ihrer Lanze und ihrem Schild, die Frauen tragen Schmuck. Die Männer sammeln sich in einem Kreis um das Instrument herum. Luftsprünge sind ein wichtiges Element dieser Tänze. Durch ihren Gesang und ihr Schreien antworten sie dem kiit, dem Leiter, wie ein Chorus. Zwei Gruppen stellen sich einander gegenüber, wie in einem Krieg. Die Frauen spielen hierbei nur eine geringe Rolle, sie tanzen außerhalb des Männerkreises und dürfen sich den Männern nur nähern, um mit ihnen zu tanzen, solange sie die Hände auf ihre Köpfe legen.
Thom ist ein individueller Tanz, in dem die einzelnen Tänzer oder Paare jeder der Reihe nach drankommen. Die thom ist zugleich eine Schalenleier mit sechs Saiten, die der fünfsaitigen tom der Schilluk entspricht. Sie wird mit der linken Hand gespielt. Mit der anderen Hand klopft der Musiker regelmäßig auf den Korpus.

## Geschichte
Im ersten nachchristlichen Jahrtausend ließen sich Menschen im Gebiet Bahr al Ghazal nieder, wo günstige Bedingungen für die Entwicklung ihrer Landwirtschaft herrschten. Im Laufe der Zeit entwickelten diese Niloten ein mit Landwirtschaft kombiniertes Hirtensystem. Ihre Abwanderung ab dem 15. Jahrhundert führte zur Aufsplitterung des Volkes in mehrere Gruppen, die sich unabhängig und ohne zentralisierte Institutionen in verschiedenen Regionen am Nil niederließen: die Nuer, die Dinka, die Schilluk und die Luo.
Im 18. Jahrhundert wanderten die Nuer in Richtung Osten. 1821 wurden Handelsstraßen eröffnet, die den Norden mit dem Süden verbanden. Sie brachten neben Handelsgütern Krankheiten und Sklaverei, sodass die Bevölkerungszahl im Süden des Sudans drastisch abnahm. Im 19. Jahrhundert gab es einen gewaltigen Konflikt zwischen Nord- und Südsudan, unter anderem wegen des ägyptischen Überfalls 1821 im Norden des Landes. Im 20. Jahrhundert eroberten die Briten das Land trotz einiger Widerstände. Die britische Kolonialverwaltung sorgte für eine Befriedung. Die Ankunft der Ägypter und Engländer stoppte den Auswanderungsprozess der Nuer, die ab dieser Zeit in einer isolierten und unzugänglichen Region lebten. Dort waren sie zunächst weitgehend vor dem Einfluss der Eindringlinge geschützt. Erst eine Generation nach der Ankunft der Briten im Sudan fielen auch die Nuer unter die britische Autorität.
1956 wurde der Sudan unabhängig. Die Veränderung der Regierung, die wenig stabile Wirtschaft und die Unruhen führten zum ersten Bürgerkrieg zwischen dem Norden und Süden von 1955 bis 1972. Viele Nuer wurden zum Verlassen ihrer Heimat gezwungen. Sie flohen vor dem Krieg in Nachbarstaaten wie Kenia und verloren dabei häufig ihren wichtigsten Besitz, ihre Rinderherden.
Am Ende dieser Krise bekam der Süden eine gewisse Autonomie. Nicht alle Spannungen waren jedoch aufgelöst, sodass 1983 ein zweiter Bürgerkrieg ausbrach, an dem die Nuer teils auf der Seite der Regierung und teils auf der Seite der Rebellen mitkämpften. Parallel zu diesem Konflikt, tauchten im Süden alte Auseinandersetzungen auf, wie zum Beispiel die zwischen den Nuern und den Dinka, die für die Zersplitterung der Sudanesischen Volksbefreiungsarmee (SPLA) verantwortlich sind. 2005 wurde ein Friedensabkommen von der Regierung und der SPLA unterzeichnet.
Im Bürgerkrieg im Südsudan 2013 bis 2018 befanden sich die Nuer in einem Konflikt mit dem Volk der Dinka um die politische Führung des seit 2011 unabhängigen Landes.
Bei einem Angriff von Murle-Milizen auf Dörfer der Nuer kamen im Mai 2020 laut der südsudanesischen Regierung 242 Menschen ums Leben. Mehrere Dörfer wurden komplett niedergebrannt, Frauen und Kinder entführt, Vieh gestohlen.